# Сокоизстисквачка
Сокоизстисквачката е уред за извличане на сок от плодове, билки, листни зеленчуци и други видове зеленчуци в процес, наречен изцеждане. Той раздробява, смила и/или изстисква сока от пулпата.
Някои видове сокоизстисквачки могат да функционират и като кухненски робот. Повечето сокоизстисквачки с двойно зъбно колело и хоризонтални дъвчещи сокоизстисквачки имат приставки за смачкване на билки и подправки, пресоване на тестени изделия, юфка или хлебни пръчици, приготвяне на бебешка храна и ядково масло, смилане на кафе, приготвяне на ядково мляко и др.
Сокоизстисквачките могат да бъдат ръчни или електрически.

## Видове
Основните техники, които формират и комбинирани сокоизстисквачки, са:

### С механично раздробяване
Ръчната сокоизстисквачка със зъбци, се ползва за цитрусови плодове като грейпфрути, лимони, лайм и портокали. Сокът се извлича чрез пресоване или смилане на разполовен цитрус по протежение на ръбестия коничен център на сокоизстисквачката и изхвърляне на кората. Зъбците могат да са неподвижни и се изисква от потребителя да натиска и върти плода, докато други са електрически, автоматично завъртащи ръбестия център, когато плодът е натиснат.

### Режещи
Друг вид са центробежните сокоизстисквачки, които нарязва плодовете или зеленчуците с плоско режещо острие. След това продукта се върти с висока скорост, за да отдели сока от пулпата.

### Пресоващи
Пресата за сок предимно се използва в селскостопанското производство. Тези преси могат да бъдат стационарни и мобилни. Мобилната преса има предимството, че може да се мести от една овощна градина в друга. Процесът се използва предимно за ябълки като получената ябълкова каша се увива във фин мрежест плат, след което се пресова с натиск от приблизително 40 тона. Тези машини са популярни в Европа и вече са въведени в Северна Америка.
В България се използва сходна ръчна машина – гроздомелачка за грозде, преди процеса на ферментиране на сока във вино.

### Студено пресоване
Сокоизстисквачката за студено пресоване извлича сока по-бавно, което позволява да не се добави термична обработка, защото тя унищожава витамините и други полезни вещества. Този вид сокоизстисквачка използва един шнек за уплътняване и раздробяване на продуктите на по-малки секции, преди да изцеди сока покрай статичен екран, докато пулпата се изхвърля през отделен изход.

## Галерия
<gallery>
Lemon-Squeezer 23440-480x360 (4905066254).jpg|Техника на изстискване чрез натиск и въртене
Sugar cane juice machine in Kep 01.jpg|Преса за производство на сок от захарна тръстика
<gallery>